# Hylaeus cornutus
Hylaeus cornutus là một loài ong trong họ Colletidae. Loài này được Curtis miêu tả khoa học đầu tiên năm 1831.